# Мядельский сельсовет
Мядельский сельсовет — административная единица на территории Мядельского района Минской области Республики Беларусь. Административный центр — город Мядель.

## История
24 мая 2011 года на территории Мядельского сельсовета Мядельского района Минской области образована деревня Сосны (белор. вёска Сосны).
Населённые пункты Ворги, Гарани, Кемсы, Кобайлы, Лопоси, Лотва, Михали, Молчаны, Молчанки, Никитки, Перегродь, Радьки, Россохи, Рожки, Садовщина, Сельково, Тимошковщина, Челеи, Черняты, Шелковщина из состава упразднённого Лотвинского сельсовета переданы в состав Мядельского сельсовета.

## Состав
Мядельский сельсовет включает 45 населённых пунктов:
- Азарки-Дворище — деревня
- Азарки-Пудовинка — деревня
- Азарки-Старые — деревня
- Березняки — деревня
- Боклаи — деревня
- Бояры — деревня
- Волочек — деревня
- Ворги — деревня
- Гарани — деревня
- Гатовичи — деревня
- Гирины — деревня
- Кабайлы — деревня
- Кемсы — деревня
- Кочерги — деревня
- Крути — деревня
- Кулики — деревня
- Липово — деревня
- Лопоси — деревня
- Лотва — деревня
- Лукьяновичи — деревня
- Минчаки — деревня
- Михали — деревня
- Молчанки — деревня
- Молчаны — деревня
- Никитки — деревня
- Никольцы — деревня
- Никольцы — хутор
- Переградь — деревня
- Пехури — деревня
- Полуяны — деревня
- Прудники — деревня
- Радьки — деревня
- Рожки — деревня
- Россохи — деревня
- Садовщина — деревня
- Сельково — деревня
- Скороды — деревня
- Сосны — деревня
- Стомы — деревня
- Тимошковщина — деревня
- Триданы — деревня
- Челеи — деревня
- Черняты — деревня
- Шелковщина — деревня
- Шиковичи — деревня
- Шимки — деревня
- Юшковичи — деревня

## Производственная сфера
- ОАО «Лукьяновичи»
- СХФ ОАО «Мядельагросервис»
- ПСХ ОАО «Мядельское агропромэнерго»
- ГЛОУ «Санаторий «Сосны»

## Социально-культурная сфера
- Учреждения культуры: СДК д. Лукьяновичи, сельская библиотека д. Лукьяновичи, СДК д.Лотва, сельская библиотека д. Лотва, библиотека-дом свободного времени д. Бояры
- Учреждения здравоохранения: Фельдшерско-акушерские пункты: д. Лукьяновичи, д. Лотва